# Piazzetta Navona
Piazzetta Navona è uno spazio pubblico situato nel cuore del centro storico di Verona.

## Storia e descrizione
La piazzetta sorge a ridosso delle mura merlate dei giardini degli Scaligeri, che un tempo separavano questa pertinenza del Palazzo di Cansignorio dal resto della città. La fisionomia di questo luogo fu però decisamente modificato dalla costruzione del teatro Nuovo, inaugurato il 12 settembre 1846, come raccontato in un articolo de Il Foglio di Verona di qualche giorno successivo: «Il Teatro Nuovo appena ora costruito nella nostra Piazza Navona, fu aperto per la prima volta l‘altra sera. Le convenienze di un nuovo teatro volevano che se ne facesse l'apertura con un'opera nuova o almeno non mai udita a Verona e quindi principalmente a questo riguardo, la scelta cadde sull'Attila».
La pittoresca piazzetta, che si trova a pochi passi dalle più famose Piazza Erbe e Piazza dei Signori, è stata riqualificata e pedonalizzata tra il 2006 e il 2008, e si contraddistingue dalla pavimentazione in pietra di Prun e dalla fontana che vi sorge al centro.